# Port Underwood

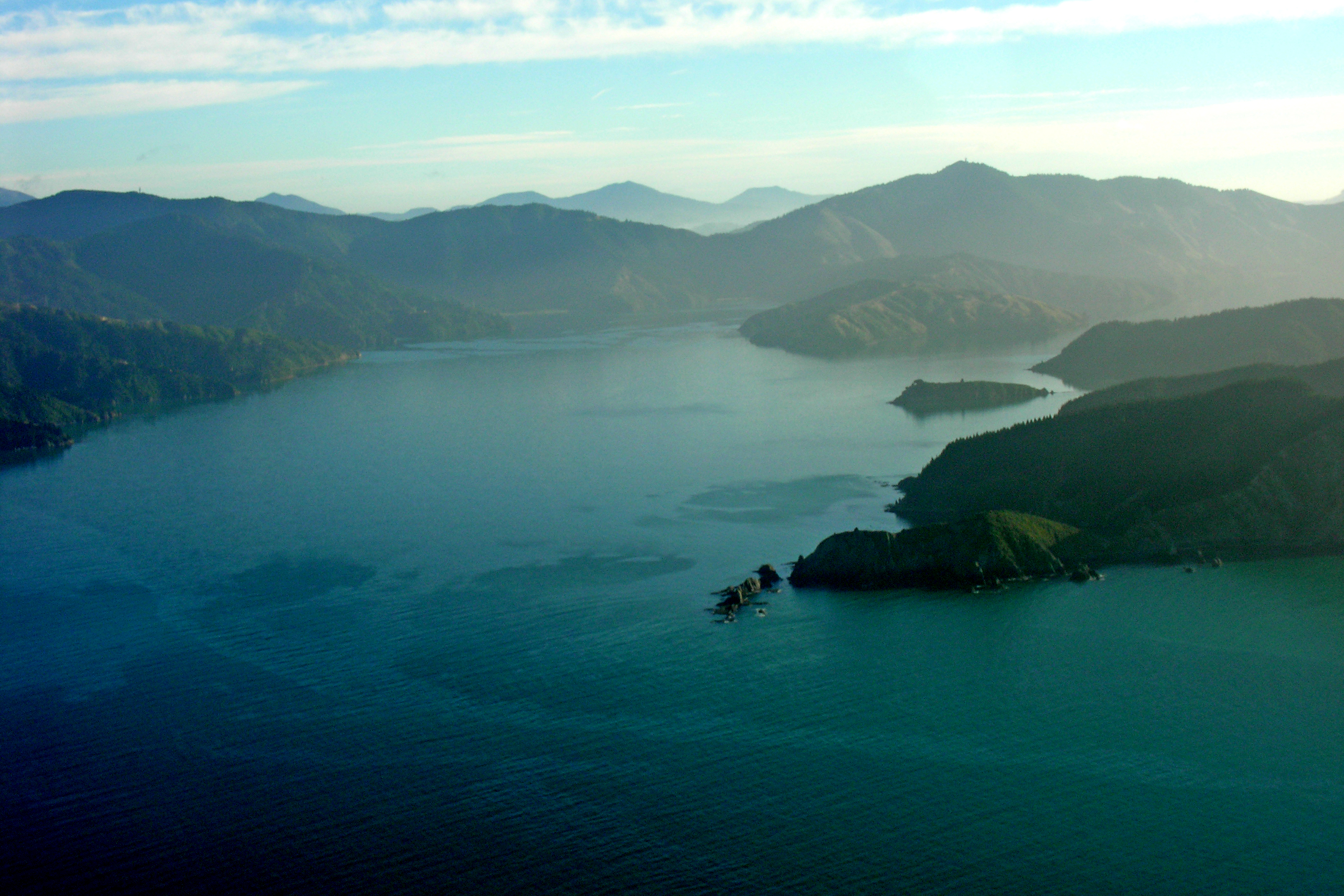
Port Underwood

Te Whanganui / Port Underwood è un approdo riparato che costituisce l'estensione a nord-est di Cloudy Bay a nord-est dell'Isola del Sud della Nuova Zelanda, sulla costa orientale dei Marlborough Sounds. Con una sola entrata relativamente stretta a sud-sud-est, è al riparo da quasi tutti i venti. Inizialmente considerato parte di Cloudy Bay, il porto prese il nome da Joseph Underwood, della compagnia di navigazione Kabel e Underwood all'inizio del XIX secolo.
Vi sono riscontri di una vasta popolazione Maori nell'area prima dell'arrivo degli europei in Nuova Zelanda. Nel 1820, i Rangitane vi furono sconfitti da Te Rauparaha, capo dei Ngāti Toa. 
I cacciatori di foche visitarono la baia per la prima volta intorno al 1826 e furono immediatamente imitati dai balenieri. John Guard, che aveva installato una stazione di caccia alla balena a Tory Channel l'anno precedente, nel 1828 fondò una stazione sussidiaria nella baia di Kakapo. La frequentazione crebbe e nel 1840 c'erano circa 150 europei nell'area, probabilmente la maggiore concentrazione nell'Isola del Sud in quel momento. Un gran numero di balene meridionali e megattere sono state cacciate nella baia, provocando la distruzione di queste popolazioni nella zona.
Il 16 giugno, la HMS Herald arrivò con il maggiore Thomas Banbury a bordo, incaricato di portare il Trattato di Waitangi per la firma dei capi dell'Isola del Sud. La cerimonia avvenne sull'isola di Horahora-Kakahu, al largo della costa orientale. L'unico europeo a firmare il trattato come uno dei cedenti era Joseph Thomas, genero del fratello maggiore di Te Rauparaha, Nohorua, e firmò il 16 giugno. Lo stesso Nouhora, inizialmente riluttante, firmò il trattato il giorno seguente. Una targa commemorativa in bronzo che celebra l'evento fu inaugurata a Port Underwood il 3 ottobre 1964.
Il nome del porto è stato ufficialmente modificato in Te Whanganui/Port Underwood nell'agosto 2014.